# 褐喉樹懶
褐喉樹懶（學名：Bradypus variegatus），又名褐喉三趾樹懶或玻利維亞樹獺，是中美洲及南美洲的一種三趾樹懶。
褐喉樹懶是最廣泛分佈的樹懶，遍佈多種不同的環境，包括常綠及乾旱森林及未開發的地區。牠們是獨自生活的，夜間及日間活動，主要吃葉子。
雌樹懶在繁殖季節會大聲尖叫來吸引雄樹懶。雌樹懶的尖叫聲很像女人的尖叫聲。
褐喉樹懶呈灰褐色，毛皮粗糙及堅硬。牠們的頭圓，吻鈍，牙齒像釘子，耳朵很多時被遮蔽。牠們的尾巴很短。
褐喉樹懶與霍氏樹懶的棲息地重疊，在重疊的地方，褐喉樹懶較為細小及數量較多，所以經常會在森林中走來走去。

## 亞種
褐喉樹懶共有7個亞種：
- B. v. boliviensis
- B. v. brasiliensis
- B. v. ephippiger
- B. v. gorgon
- B. v. infuscatus
- B. v. trivittatus
- B. v. variegatus

## 保育狀況
牠們被列為《瀕危野生動植物種國際貿易公約》附錄二的物種，被限制出口及貿易。